# 東部湯の丸インターチェンジ
東部湯の丸インターチェンジ（とうぶゆのまるインターチェンジ）は、長野県東御市にある上信越自動車道のインターチェンジ（開発インターチェンジ）である。上田市旧丸子町域の最寄りインターチェンジである。
2004年に旧北御牧村と合併して東御市になるまでは旧東部町にあったことからこの名がある。

## 道路
- E18 上信越自動車道（9番）

## 接続道路
- 長野県道81号丸子東部インター線
  - 長野県道4号真田東部線
  - 長野県道79号小諸上田線（浅間サンライン）
  - 国道18号

## 料金所
- ブース数：4

### 入口
- ブース数：2
  - ETC専用：1
  - ETC・一般：1

### 出口
- ブース数：2
  - ETC専用：1
  - 一般：1

## 周辺
- 海野宿
- 湯の丸高原
- 湯の丸スキー場
- 湯楽里館
- 東御市役所
- しなの鉄道 田中駅
- コメリホームセンター東部店
- しなの鉄道 大屋駅

## 隣
E18 上信越自動車道
(8)小諸IC - (9)東部湯の丸IC/SA - (10)上田菅平IC

## その他
- インターチェンジ内の交通整理のために信号機が設置されている。
- また、インターチェンジの側に、東部湯の丸SAが併設されているが、当インターチェンジに入る場合、藤岡方面（上り）に流入する際のみ利用できる。なお、サービスエリアを利用しても、このインターチェンジには出られるようになっている。